# Michigan Hearse & Motor Company
Michigan Hearse & Motor Company war ein US-amerikanischer Hersteller von Fahrzeugen.

## Unternehmensgeschichte
Das Unternehmen hatte seinen Sitz in Grand Rapids in Michigan. Es stellte Leichenwagen und Krankenwagen her. Einige waren unmotorisiert. Motorfahrzeuge kamen erst 1913 dazu. Der Markenname lautete Michigan. 1916 entstanden auch einige Personenkraftwagen des gleichen Markennamens. Für 1917 wurde eine Expansion bei Pkw angekündigt, die auch eine neue Fabrik und den neuen Markennamen MHC umfasste. Diese Pläne wurden jedoch nicht umgesetzt. 1921 endete die Produktion.
Es sind keine Verbindungen zu den anderen Herstellern von Personenkraftwagen der Marke Michigan bekannt: Michigan Automobile Company (1901), Fuller & Sons Manufacturing Company (1903–1907) und Michigan Motor Car Company (1904–1913).

## Kraftfahrzeuge
Die ersten Leichenwagen entstanden auf leichten Nutzfahrzeugfahrgestellen. 1914 kamen auch schwerere Fahrgestelle von der White Motor Company dazu. 1917 kamen Motoren mit 45 PS Leistung von der Continental Motors Company. Die Fahrzeuge hatten Sechszylindermotoren.
Die Pkw von 1916 wurden Model 1220 genannt. Sie hatten ebenfalls einen Sechszylindermotor. Er war mit 29 PS angegeben. Der Aufbau war eine Limousine mit vier Türen und sechs Seitenfenstern.